# صيغة براهماغوبتا
في الهندسة الرياضية، تقوم معادلة براهماغوبتا بإيجاد مساحة أي رباعي أضلاع بواسطة طول أضلاعه وقياس بعض زواياه.
بشكلها الأكثر شيوعاً تقوم المعادلة بحساب معادلة رباعي الأضلاع المحصور ضمن دائرة (رباعي دائري).

## الصيغة البسيطة
أبسط صيغة لصيغة براهماغوبتا هي الصيغة التي تعطى في الرباعي الدائري الذي أطوال أضلاعهa, b, c, d على الشكل التالي:
{\displaystyle {\sqrt {(s-a)(s-b)(s-c)(s-d)}}}
حيث s تعطى بالعلاقة: {\displaystyle s={\frac {a+b+c+d}{2}}.}
وهي تعميم لمعادلة هيرون لحساب مساحة المثلث.

## البرهان

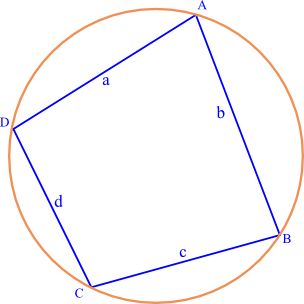

لتكن {\displaystyle S} هي مساحة الرباعي جانبه. {\displaystyle S} هي مجموع مساحتي المثلثين {\displaystyle (ADB)} و {\displaystyle (BDC)} إذن
{\displaystyle S={\frac {1}{2}}ab\sin A+{\frac {1}{2}}cd\sin C}
بما أن {\displaystyle (ABCD)} رباعي دائري فإن ∠DAB = 180° − ∠DCB و منه فإن sin A = sin C، و منه: {\displaystyle S={\frac {1}{2}}\sin A(ab+cd)}.
إذن {\displaystyle 4S^{2}=(ab+cd)^{2}-\cos ^{2}A(ab+cd)^{2}\,}
بتطبيق قانون جيب التمام نستنتج أن:
{\displaystyle a^{2}+b^{2}-2ab\cos A=c^{2}+d^{2}-2cd\cos C\,}
نعوض cos C = −cos A، لدينا {\displaystyle 2\cos A(ab+cd)=a^{2}+b^{2}-c^{2}-d^{2}\,}
نعوض في متساوية المساحة،
{\displaystyle 16S^{2}=4(ab+cd)^{2}-(a^{2}+b^{2}-c^{2}-d^{2})^{2}\,}
{\displaystyle =(2(ab+cd)+a^{2}+b^{2}-c^{2}-d^{2})(2(ab+cd)-a^{2}-b^{2}+c^{2}+d^{2})\,}
{\displaystyle =((a+b)^{2}-(c-d)^{2})((c+d)^{2}-(a-b)^{2})\,}
{\displaystyle =(a+b+c-d)(a+b-c+d)(a-b+c+d)(-a+b+c+d).\,}
نأخذ {\displaystyle s={\frac {a+b+c+d}{2}}}، فنجد
{\displaystyle 16S^{2}=16(s-a)(s-b)(s-c)(s-d)\,}
{\displaystyle .S={\sqrt {(s-a)(s-b)(s-c)(s-d)}}}

## وصلات خارجية
إيريك ويستاين، معادلة براهماغوبا، ماثوورلد Mathworld (باللغة الإنكليزية).